# كانديا (نيوهامشير)
كانديا (بالإنجليزية: Candia, New Hampshire)‏ هي بلدة أمريكية تقع في الولايات المتحدة في Rockingham County. يقدر عدد سكانها بـ 3,909 نسمة ومساحتها 79.2 كم2 وترتفع عن سطح البحر 107 متر.

## معرض صور

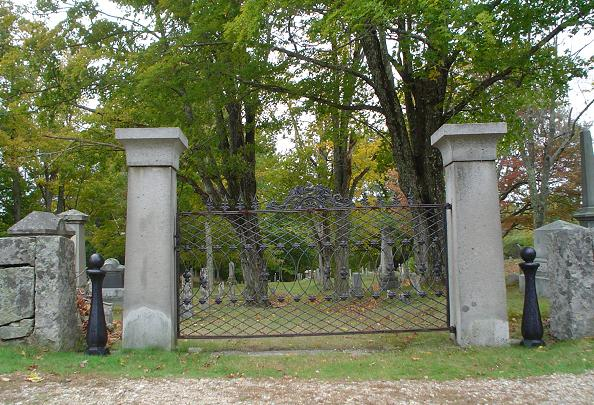
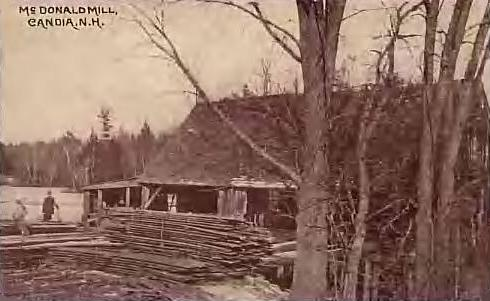
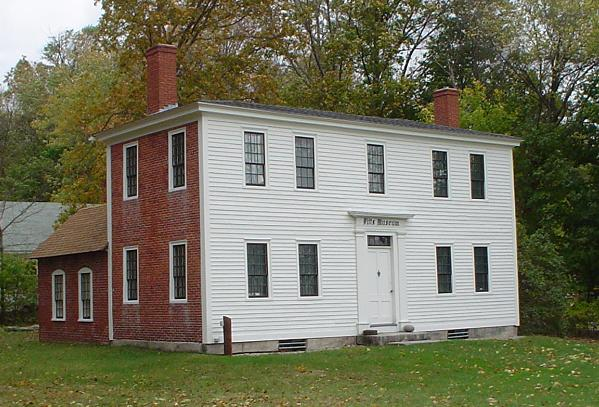

## أعلام
- فريدريك سميث
- ألبرت بالمر
- سام والتر فوس